# Wilhelm Karl
Wilhelm Adam Karl (* 5. Januar 1864 in Seckenheim; † 20. Juli 1938 in Teningen) war ein deutscher evangelischer Pfarrer und Politiker.

## Leben
Wilhelm Karl wurde 1864 als Sohn des Landwirts Peter Karl (1836–1915) und dessen Frau Barbara (geborene Fuhr, 1839–1917) geboren und wuchs mit vier Geschwistern, zwei Brüdern und zwei Schwestern, auf. Er besuchte von 1877 bis 1882 das Karl-Friedrich-Gymnasium in Mannheim und machte dort sein Abitur. Anschließend studierte er von 1882 bis 1886 evangelische Theologie an den Universitäten in Heidelberg, Zürich, Berlin, sowie erneut in Heidelberg. Karl war dann von 1886 bis 1890 Vikar. Zuerst bis 1887 in Schwetzingen, anschließend bis 1889 in Baden-Baden und danach in Heidelberg. Danach war er von 1890 bis 1893 Pfarrer in Egringen, von 1893 bis 1898 Pfarrer in Sand bei Kehl und von 1898 bis 1906 Pfarrer in Sulzburg. Von 1906 bis 1909 war er Vorsteher des Diakonissenhauses in Freiburg. Anschließend war er von 1909 bis 1920 Pfarrer in Tauberbischofsheim. In dieser Zeit fungierte er von 1914 bis 1920 als Mitglied der Generalsynoden der Evangelischen Landeskirche Badens. Von 1920 bis 1927 war er Pfarrer in Bötzingen am Kaiserstuhl. 1927 wurde Karl Kirchenrat.
Neben seiner seelsorgerischen Tätigkeit engagierte sich Karl auch politisch. Nach seinem Austritt aus der nationalliberalen Partei wurde er in Freiburg Mitglied des von Georg von Below gegründeten Reichsparteilichen Vereins. 1909 kandidierte er für die Freikonservativen im Wahlkreis Schwetzingen und 1913 für die Konservative Partei im Wahlkreis Mannheim-Land. Der Kandidat der Nationalliberalen im Wahlkreis Schwetzingen war 1909 der Stadtpfarrer von Mannheim Paul Klein. Der Karlsruhe-Korrespondent der Kölnischen Zeitung schrieb über die Kandidatur der beiden evangelischen Pfarrer: „Baden erlebt somit das wenig erfreuliche Schauspiel, dass sich zwei Geistliche, beide kirchlich-liberal, beide Mitglieder des Evangelischen Bundes, im Wahlkampf einander gegenüberstehen. Während dem nationalliberalen Kandidaten, Pfarrer Klein, [...] vom Zentrum schon jetzt ein Kampf bis aufs Messer angedroht wird, soll Pfarrer Karl vom Zentrum unterstützt werden. Da sowohl Klein wie Karl glänzende Redner sind, so darf man sich im Bezirk Schwetzingen in den nächsten Monaten auf höchst eigenartige Auseinandersetzungen gefaßt machen. [...] Dass Pfarrer Karl unter seinen liberalen Amtsbrüdern teilweise begeisterte Zustimmung gefunden hat, lässt sich nicht bestreiten“. Von 1919 bis 1921 war Karl schließlich für die DNVP Abgeordneter in der Badischen Nationalversammlung und im Badischen Landtag für den Wahlkreis IV (Mannheim).
Wilhelm Karl war seit 1889 mit Maria Mangold (1871–1958) verheiratet. Aus der Ehe gingen drei Töchter hervor.